# يفجيني بارييف
يفجيني بارييف (بالروسية: Евгений Ильгизович Бареев)‏ Evgeny Ilgizovich Bareev (ولد في 21 نوفمبر 1966 يمانجيلنسك) لاعب شطرنج سوفييتي ثم روسي ثم كندي، يحمل لقب أستاذ كبير.
- كان المصنف الرابع عالمياً في أكتوبر عام 2003 وفق الاتحاد الدولي للشطرنج، وبلغ تصنيف إيلو خاصته حينذاك 2739 نقطة.
- فاز ببطولة العالم للشطرنج تحت 16 سنة عام 1982.
- كان أفضل فوز له حين فاز بدورة كوروس أو دورة تاتا ستيل للشطرنج عام 2002 التي تقام في فيك أن زي بهولندا. حيث حقق نتيجة 9 من 13 متقدماً على صفوة اللاعبين مثل ألكسندر غريشوك ومايكل آدامز وألكسندر موروزوفيتش وبيتر ليكو.
- انتقل في عام 2015 إلى كندا ولعب باسم الاتحاد الكندي للشطرنج.

## روابط خارجية
- يفجيني بارييف على موقع الاتحاد الدولي للشطرنج (الإنجليزية)
- يفجيني بارييف على موقع مباريات الشطرنج (الإنجليزية)
- يفجيني بارييف على موقع 365Chess.com (الإنجليزية)
- يفجيني بارييف على موقع Chesstempo.com (الإنجليزية)
- يفجيني بارييف سجل أولمبياد الشطرنج على موقع OlimpBase.org (الإنجليزية)